# Flor de Toloache (mariachi)
Flor de Toloache es una agrupación de mariachi exclusivamente de mujeres, con sede en la ciudad de Nueva York y fundada por Mireya Ramos y Shae Fiol en 2008.

## Historia
Comenzó a tocar en los subterráneos de la ciudad de Nueva York, donde numerosos medios de comunicación, incluido el New York Times, los notaron. En 2014, lanzaron su primer disco Mariachi Flor de Toloache y en 2016 realizaron una gira con The Arcs después de haber contribuido a su álbum Yours, Dreamily. En 2017, ganaron un premio Grammy Latino al mejor álbum Ranchero/mariachi por su segundo álbum de estudio Las caras lindas. En 2019, fueron nominados a un Grammy al mejor álbum de rock latino, urbano o alternativo por su tercer álbum de estudio Indestructible, que fue producido por Rafa Sardina e incluye colaboraciones con artistas notables como John Legend, Miguel, Camilo Lara y Álex Cuba.

## Miembros
A partir de 2022:
- Mireya Ramos – voz, violín, guitarrón (directora)
- Shae Fiol – voz, vihuela (directora de orquesta)
- Julie Acosta - trompeta, voz (ex directora de orquesta)
- Anna García – trompeta[9]
- Elena Lacayo – guitarrón, voz

```
Yesenia Reyes – guitarrón 
```

Los ex miembros incluyen:
- Domenica Fossati – flauta
- Luisa Bastidas – violín
- Jackie Coleman - trompeta
- Sita Borahm Chay – violín
- Lisa Maree Dowling – bajo, guitarrón
- Jacquelene Acevedo – percusión
- Edna Vázquez - Vihuela
- Rachel Therrien - trompeta
- Yesenia Reyes – guitarrón
- Blanca Gonzáles - violín[10]